# Graph-tool
graph-tool — це модуль Python для маніпуляцій та статистичного аналізу графів (також відомих як мережі). Основні структури даних і алгоритми інструменту для графіків реалізовані в C++ з широким використтанням метапрограмування, на основі Boost Graph Library. Багато алгоритмів реалізуються паралельно за допомогою OpenMP, що забезпечує підвищену продуктивність на багатоядерних архітектурах.

## Особливості
- Створення та маніпуляції з орієнтований або неорієнтований граф.
- Асоціація довільної інформації з вершинами, ребрами або навіть самим графом за допомогою карт властивостей.
- Фільтрація вершин та/або ребер «на льоту», щоб вони здавалися видаленими.
- Підтримка форматів dot, Graph Modelling Language[en] і GraphML.
- Зручна і потужна візуалізація графів на основі cairo або Graphviz.
- Підтримка типових статистичних вимірювань: гістограма ступеня/властивості, комбінована гістограма ступеня/властивості, кореляції вершини й вершини, асортативність[en], середній найкоротший шлях вершина-вершина тощо.
- Підтримка кількох теоретичних алгоритмів графів: таких як ізоморфізм графів, ізоморфізм підграфів, мінімальне остовне дерево, компоненти зв'язаності, дерево домінаторів[en], максимальний потік тощо.
- Підтримка кількох мір центральності.
- Підтримка коефіцієнтів кластеризації, а також статистика мотивів мережі[en] та визначення структури спільноти.
- Генерація випадкових графів з довільним розподілом ступенів і кореляціями.
- Підтримка добре налагоджених мережевих моделей: ціни, Барабаші — Альберта, геометричних мереж, багатовимірних решіток тощо.

## Придатність
Інструмент Graph можна використовувати для роботи з дуже великими графами у різноманітних контекстах, включаючи моделювання клітинної тканини, добування даних, аналіз соціальних мереж, аналіз P2P систем, великомасштабне моделювання агентних систем, вивчення генеалогічного дерева, теоретична оцінка та моделювання кластеризації мережі, великомасштабний аналіз графу викликів і аналіз конектома мозку.